# 解释篇

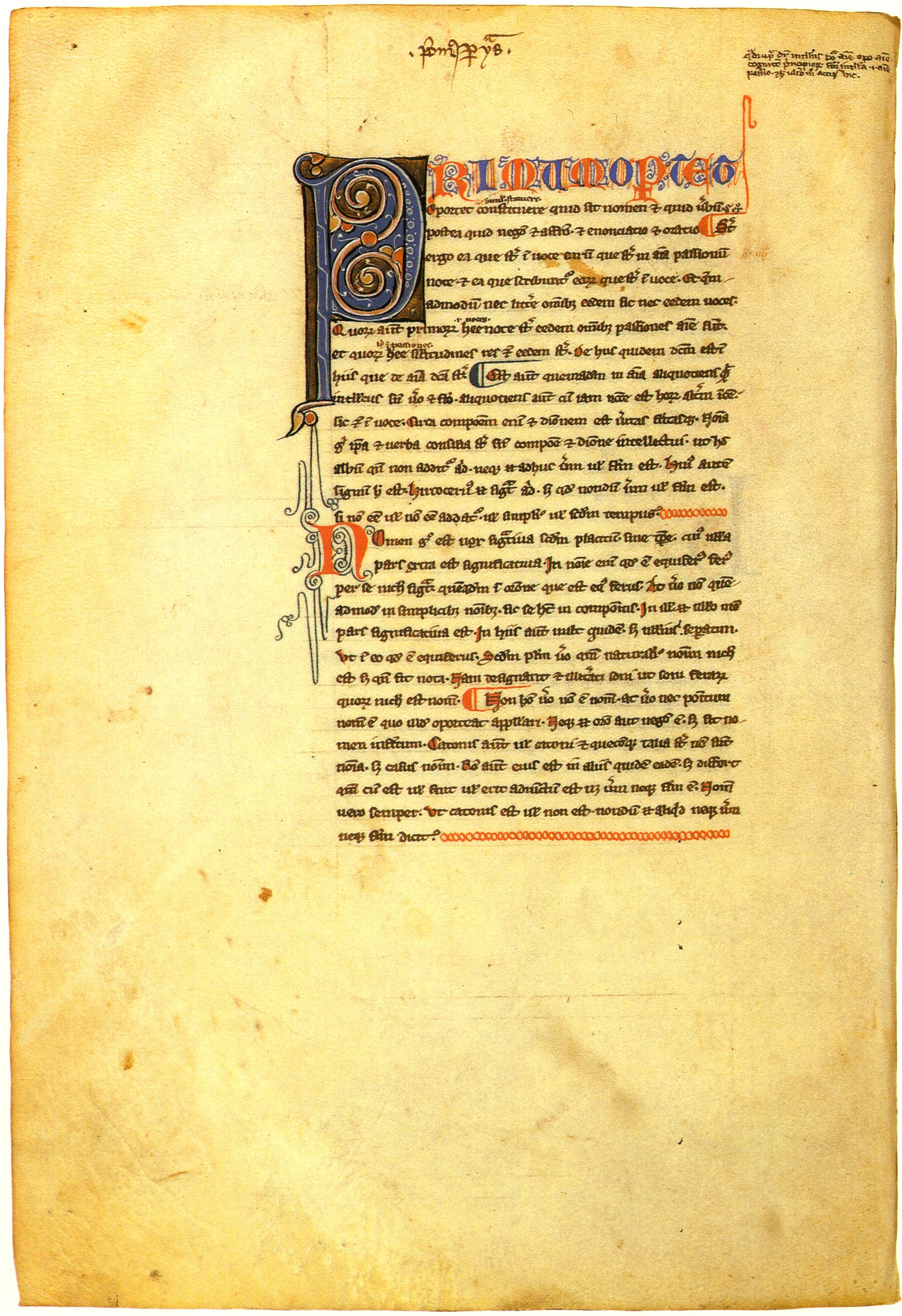
波爱修斯拉丁语译本《解释篇》

《解释篇》是亚里士多德所著工具论的第二部文本，是现存最早的西方传统中以全面、详尽、规范的方式处理语言和逻辑的关系的哲学作品之一。
该篇着重阐释了直接推理以及未来偶然性问题（包括其中引出的海战谬误）。